# Pepe Julian Onziema
Pepe Julian Onziema es un activista por los derechos LGBT de Uganda. En 2012 fue nombrado Global Citizen («Ciudadano global») por el Clinton Global Initiative por su trabajo en favor de los derechos humanos. Comenzó su activismo a favor de los derechos humanos en 2003, lo que le ha llevado a ser arrestado en dos ocasiones. Desde entonces, ha participado en la organización del orgullo LGBT en Uganda.

## Vida personal
Onziema inicialmente se identificaba como lesbiana, pero ahora se identifica como un hombre transexual. Él y su pareja viven en Kampala.
A principios de 2019 una entrevista de 2012 en Morning Breeze se hizo viral en YouTube bajo el título "Why are u Gae?" y, debido al caricaturesco diálogo, en Occidente se convirtió en un fenómeno de internet con rapidez.